# Lipcani
Lipcani (en roumain : Lipcani, en russe : Липканы, en yiddish : ליפקאַן) est une ville du Raion de Briceni en Moldavie, ville frontière entre la Moldavie et la Roumanie. Son nom peut provenir du polonais Lipka (« aux tilleuls ») ou des Tatars baltiques dits lipcani en moldave, qui s'y sont installés en 1699.

## Géographie
Située sur les rives du Prut en Bessarabie, à la frontière entre la Moldavie et l'Ukraine, à 40 km de Hotin (Khotyn en russe et ukrainien), elle est traversée par une petite rivière appelée Ursana en moldave et Medvedka en russe et ukrainien.
Son nom varie beaucoup selon les transcriptions : Lipcani, Lipcheni, Lipcani-Tîrg, Tîrgul-Lipcani, Lipceni, Lipchen', Lipcheny, Lipkany, Lipkan', Lipkani, Lipchany, Lypchany, Lipchani, Lipkamya, Lepkan, Lepkany, Lepkani, Lepcan, Lepcany, Lepcani, Linkani, Liptchani, Lipkane, Lipkon et Lipcon.

## Histoire
La première mention de la ville apparaît en principauté de Moldavie, le 7 juin 1429, sous le nom de Boureni. Elle prend son nom actuel en 1699 et devient russe en 1812, au traité de Bucarest, sous le nom de Lipkany. En 1904 est construite la ligne de train Lipcani-Novosselytsia puis, en 1937, le pont Rădăuți-Prut-Lipcani.
La ville devenue roumaine en 1918 avec toute la république démocratique moldave, comprend à la fin des années 1930, six églises et une dizaine de synagogues. Elle est alors peuplée principalement par des Juifs : 4698 y habitent à la veille de la Seconde Guerre mondiale, dont des hassidim.
En juin-juillet 1940, en application du pacte germano-soviétique, l'Armée rouge y entre et la ville intègre la nouvelle République socialiste soviétique de Moldavie. Les Moldaves sont alors persécutés : les autorités soviétiques les accusent d'être des koulaks, qu'ils exécutent ou exilent en Sibérie. Officiellement athée, l'Union soviétique ferme les synagogues, les églises et les heders (écoles juives), et déporte les popes, les rabbins et les instituteurs.

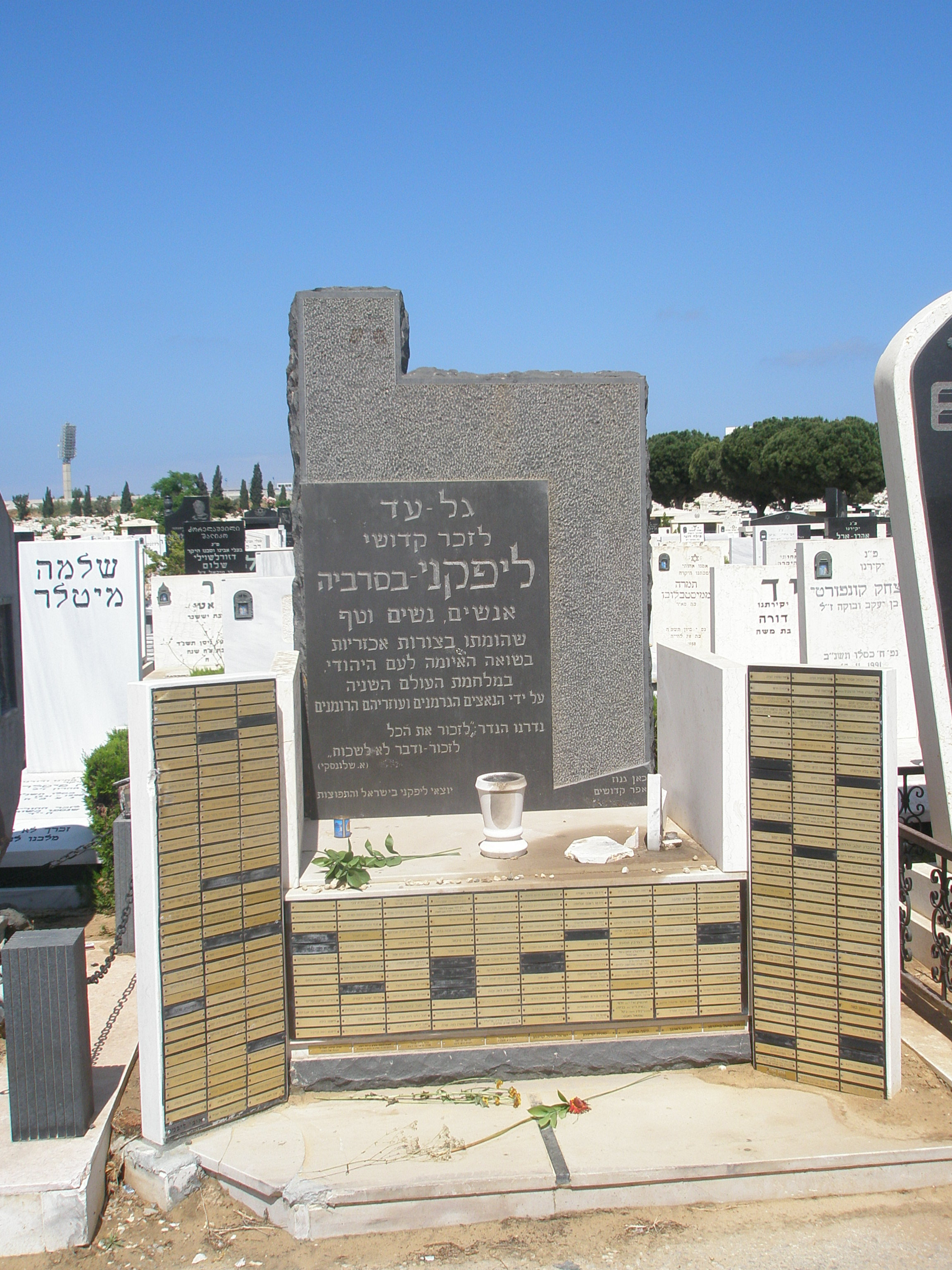
Mémorial pour les victimes juives de Lipcani érigé en Israël.

Le 22 juin 1941, lors de l'opération Barbarossa, la ville est bombardée par l'armée allemande. Le 8 juillet 1941, les juifs de Lipcani sont envoyés avec ceux de Secureni à Briceni. Le 11, douze otages juifs sont exécutés et le 20, commence la marche de la mort de 1200 juifs de Lipcani. Le 28 juillet, tous les juifs de Briceni sont envoyés en camp d'extermination. De nombreux meurent en route et sont parfois abattus. À Moguilev, les nazis sélectionnent les personnes âgées et font creuser leurs tombes par les plus jeunes. Les survivants sont ensuite transférés à Otaci puis à Secureni. En outre, accusés par les autorités roumaines, devenues alliées de l'Allemagne nazie, d'avoir été complices de l'invasion soviétique, tous les jeunes juifs réputés communistes ou soupçonnés de l'être, sont ensuite assassinés dans une forêt près de Soroca.
En mars 1944, après la Première offensive Iași-Chișinău, la ville redevient membre de la République socialiste soviétique de Moldavie, mais elle est alors en grande partie dépeuplée. Progressivement, elle se repeuple ensuite, par l'exode des villageois moldaves de l'oblast de Tchernivtsi désormais rattaché à l'Ukraine, et par l'afflux de travailleurs des chemins de fer soviétiques. Au recensement de 2004, Lipcani était peuplée pour moitié de Moldaves, et pour l'autre moitié de Slaves essentiellement Ukrainiens et Russes.

## Personnalités nées dans la commune
- Moishe Oysher (1906-1958), chanteur et acteur, qui a aussi été l'époux de Florence Weiss
- Fraydele Oysher (1913-2004), chanteuse, dont la famille d'artistes comprend aussi son époux Harold Sternberg, sa fille Marilyn Michaels ou encore Mark Wilk et Joanna Sternberg
- Nikolaï Zoubov (1885-1960), explorateur polaire
- Moyshe Altman (1890-1981), écrivain
- Eliezer Steinbarg (1880-1932), poète
- Yehouda Steinberg (1863-1908), poète et nouvelliste
- Eliezer Greenberg (1886-1977), poète, critique et anthologiste
- Jacob Sternberg (1890-1973), poète

On ajoute parfois à ces noms celui de Măhl Koifman (Lipcani, 1881- New York, 1946), médecin, écrivain, traducteur et père de la romancière américaine Bel Kaufman ou de Vera Hacken (Lipcani, 1912- Cliffside Park, 1988). Yitzhak Orpaz-Auerbach (1923-2015) y a également vécu.